# نيمي
نيمي، (بالإنجليزية: Nemi)‏، هي (بلدية) في روما (وسط إيطاليا)، في تلال ألبان، المطلة على بحيرة نيمي، وهي بحيرة فوهة بركانية. تقع على بعد 6 كيلومترات (4 ميل) شمال غرب فليتري، وحوالي 30 كيلومتر (19 ميل) جنوب شرق روما.

## السكان
في سنة 1871 بلغ عدد السكان 925 نسمة، وتطور العدد ليصل في سنة 2011 لـ 1٬925 نسمة.
يظهر هذا المخطط البياني تطور النمو السكاني لـ نيمي